# کروناویروس بوقلمون
کروناویروس بوقلمون (نام علمی: Turkey coronavirus) نام یک گونه از سرده گاماکروناویروس است.